# Detasált Divízió

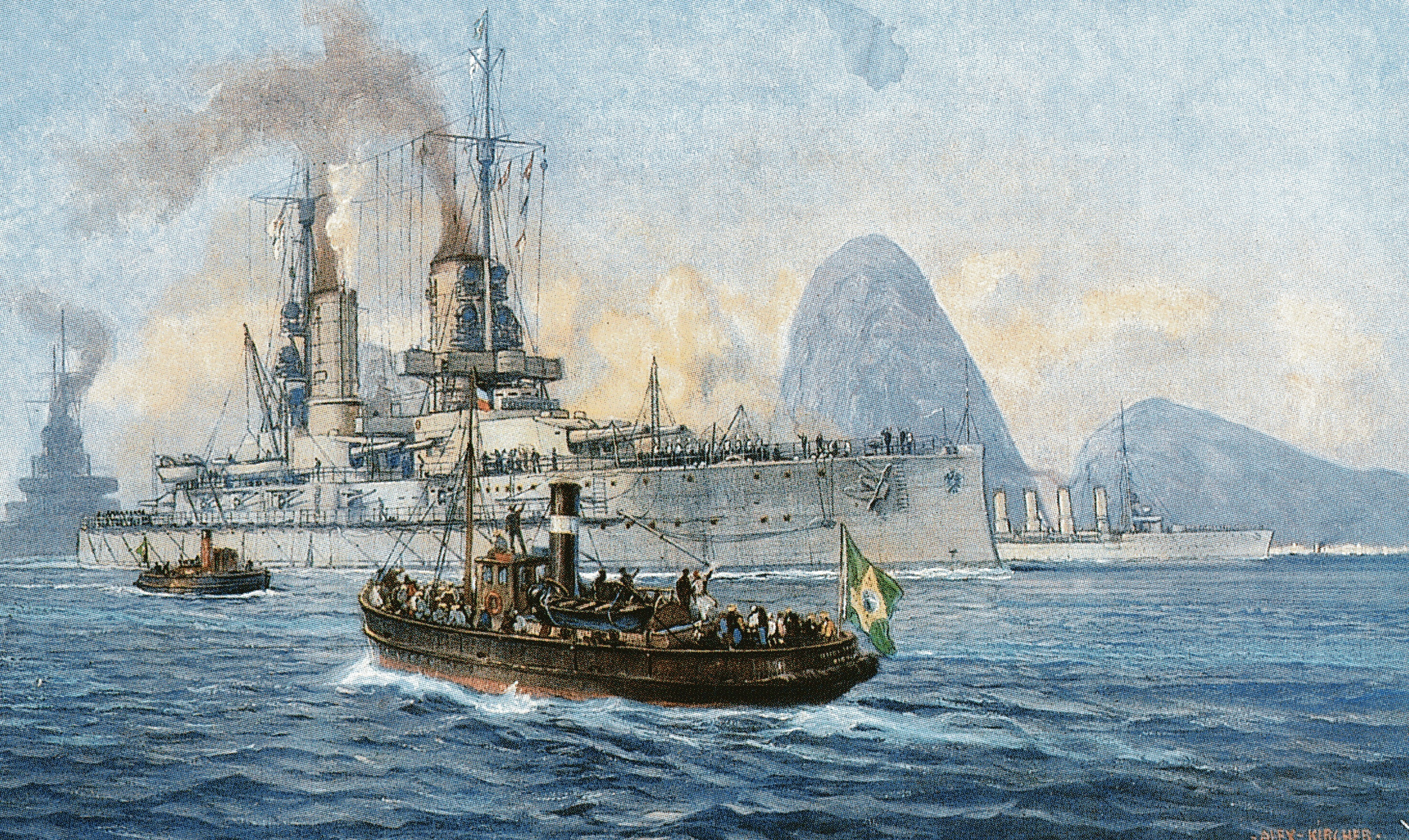
A Detasált Divízió Rio de Janeiróban – Alexander Kircher festménye (Középen a Kaiser, balra a König Albert csatahajók, jobbra a Straßburg könnyűcirkáló)

A Detasált Divízió (németül: Detachierte Division) – „kikülönített divízió” – a Német Császári Haditengerészet egyik átmeneti jelleggel feállított, három hajóból álló egysége volt, mely 1913. december 9. és 1914. június 24. között állt fenn. A létrehozása több célt szolgált, úgymint
- az új haditengerészeti technikáknak a modern csatahajókon hosszabb küldetések során való tesztelését,
- a német érdekvédelmet szolgáló ágyúnaszád-diplomácia folytatását,
- Kamerunban a kormányzóság általi földelkobzások miatt lázongó népesség elrettentését.

A divízió a nyugat-afrikai német gyarmatokat kereste fel sorban, majd áthajózott Dél-Amerikába, ahonnan a Zöld-foki szigetek, Madeira és Spanyolország érintésével érkezett vissza Németországba. A divízió Wilhelmshavenből indult és a Kielbe való megérkezéssel ért véget, ami közben 23 500 tengeri mérföldet tettek meg a csatahajók.

## Összetétele
A divízió a Kaiser és König Albert csatahajókból és a Straßburg könnyűcirkálóból állt. Korabeli német meghatározásuk sorhajó és kiscirkáló volt. A három hajót és a rajtuk tartózkodó mintegy 2300 embert Hubert von Rebeur-Paschwitz ellentengernagy parancsnokolta.

A Detasált Divízió hajói
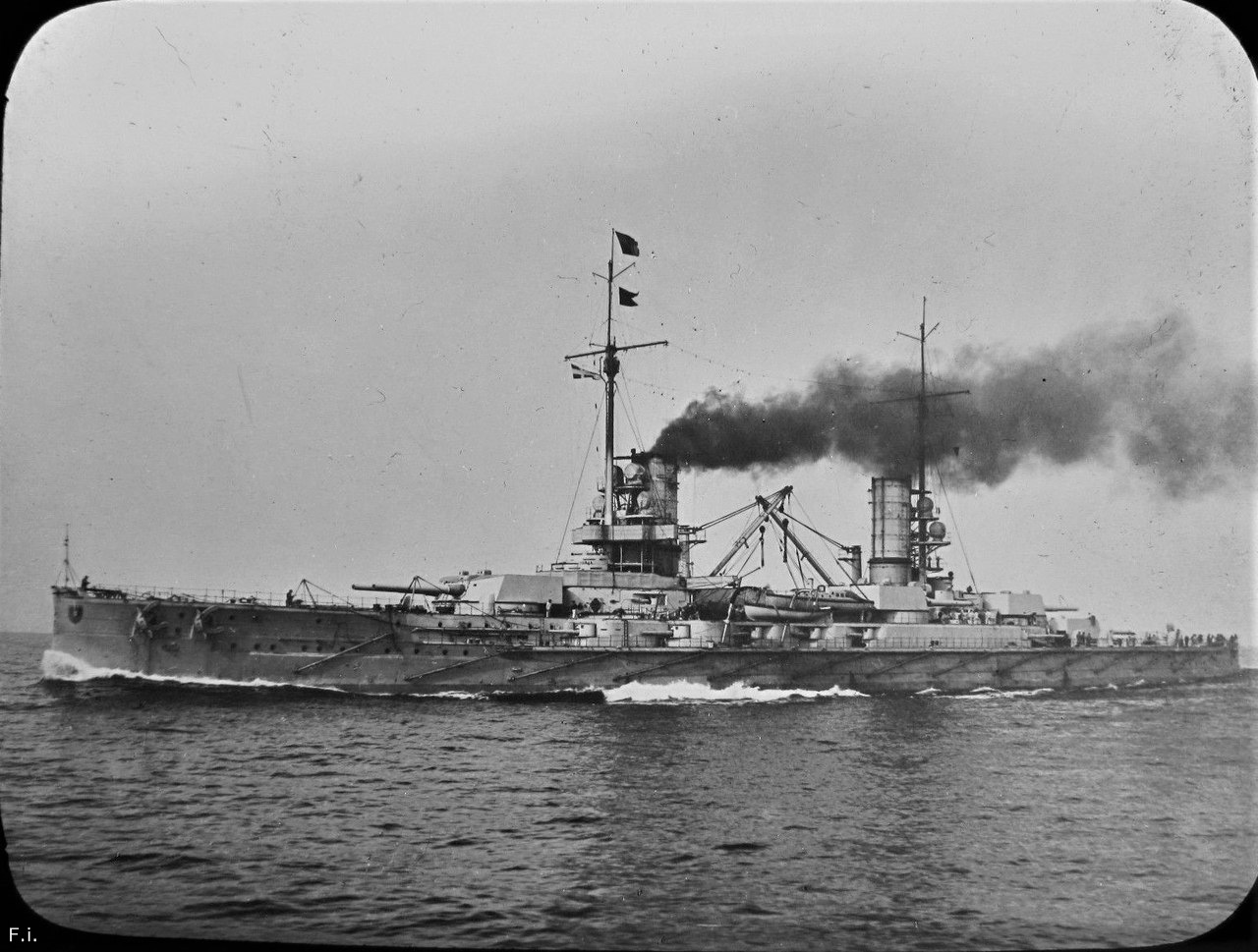
SMS Kaiser
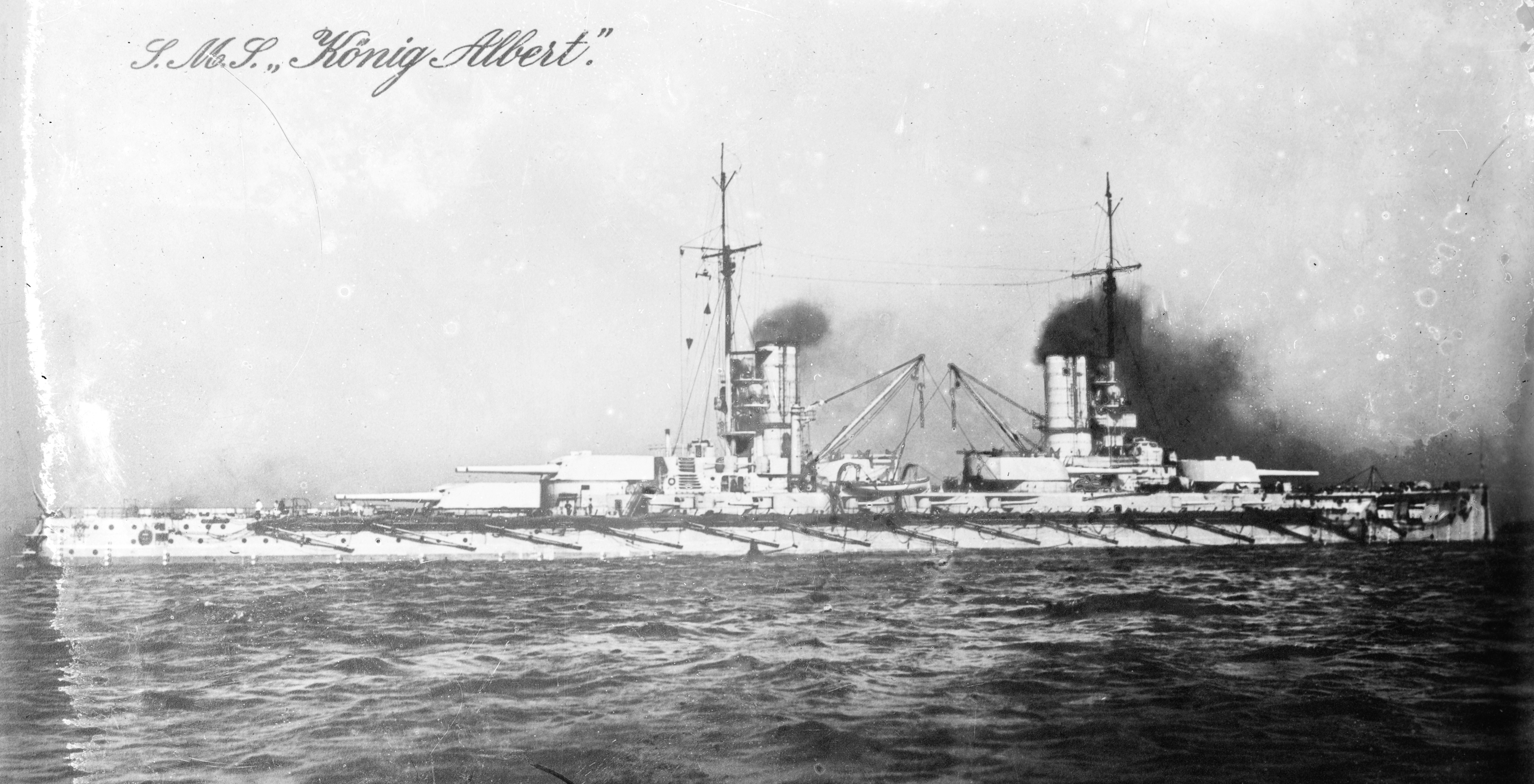
SMS König Albert
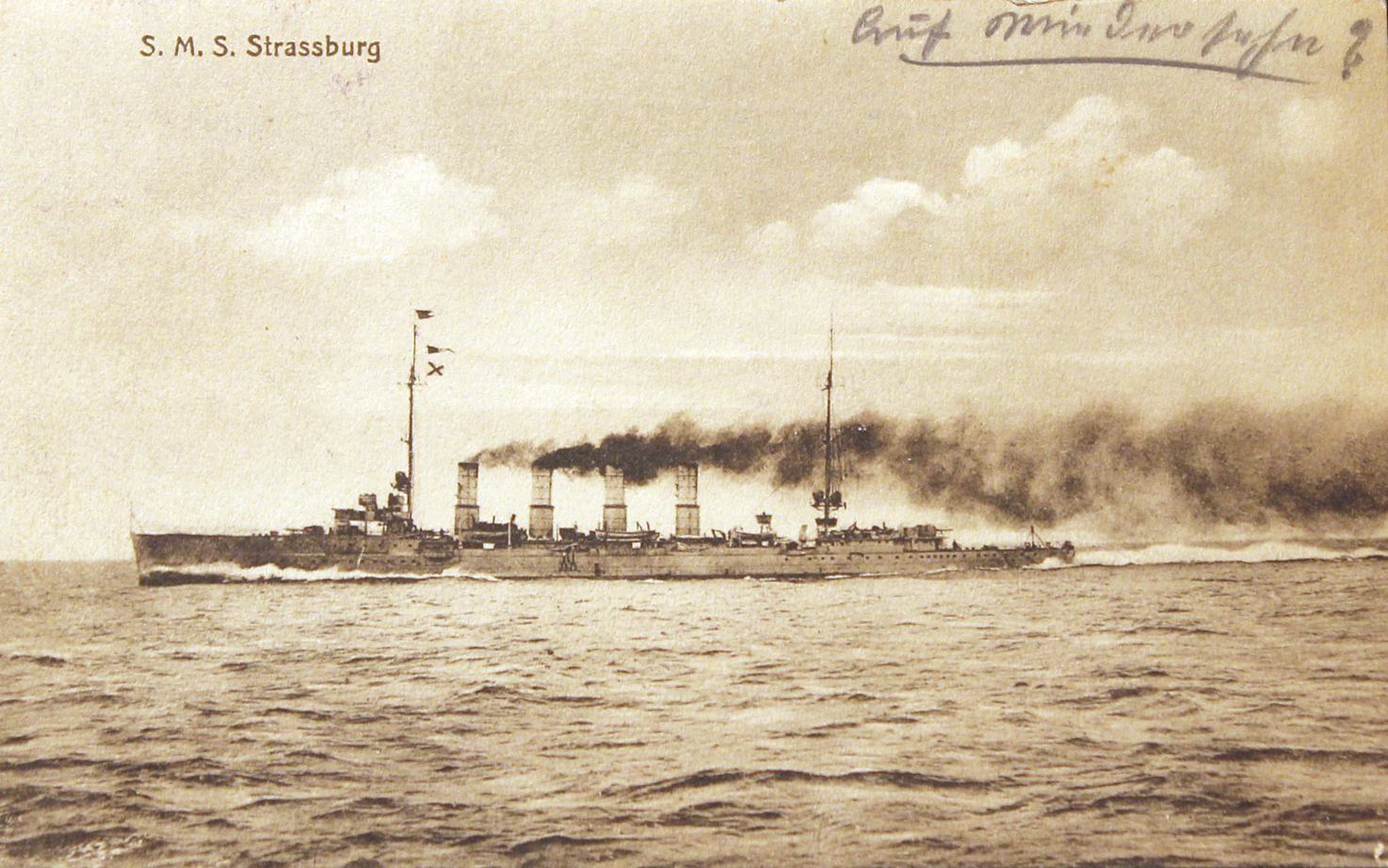
SMS Straßburg

## Útvonal

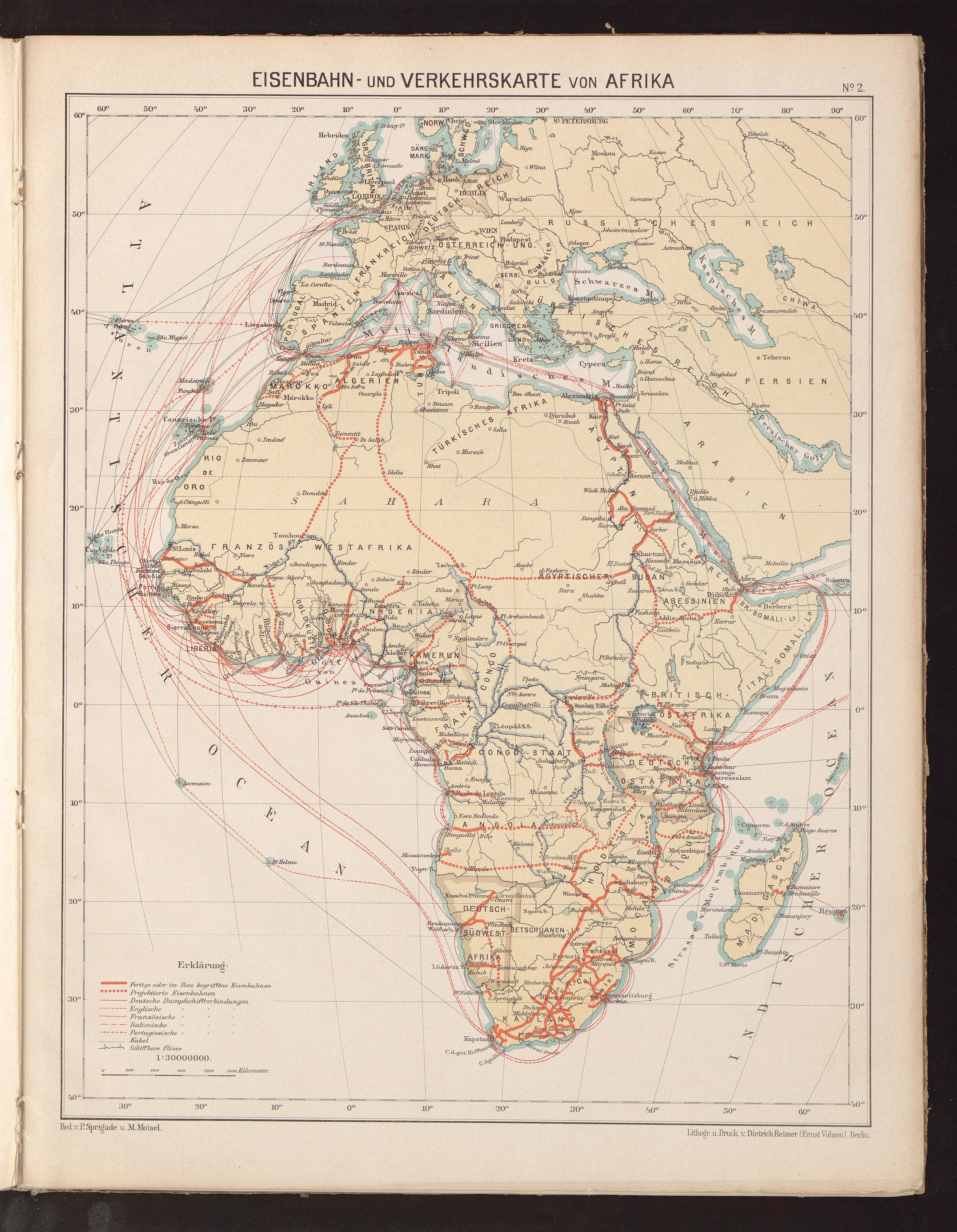
Afrika a német gyarmatok gazdasági atlaszában (1906)

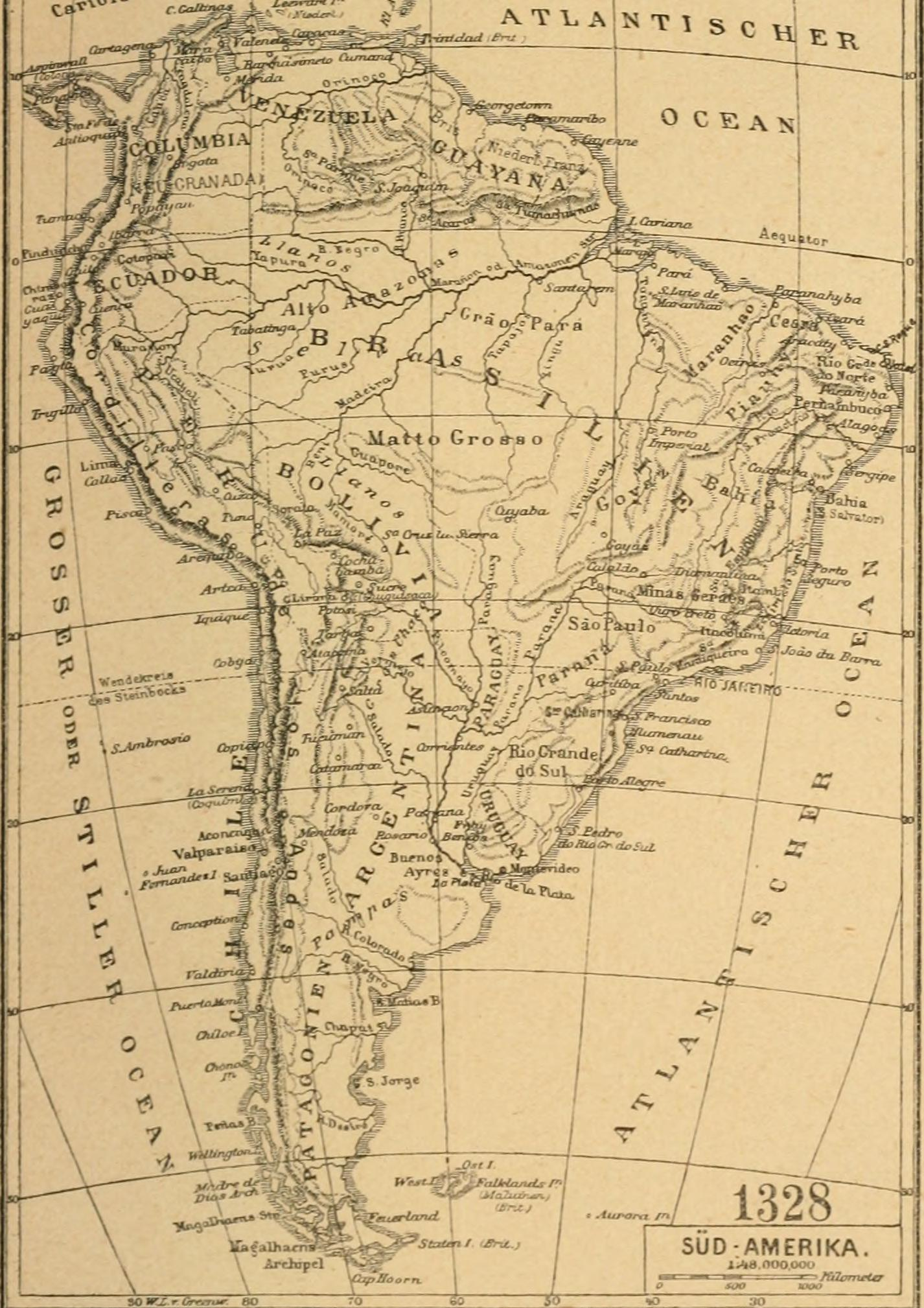
Dél-Amerika a Quart-Lexikonban (1888)

### Odaút
A divízió egységei 1913. december 8-án Wilhelmshavenben gyülekeztek, ahol Rebeur-Paschwitz felvonta a tengernagyi lobogóját a Kaiseren. Másnap a kötelék kifutott a haditengerészeti támaszpontról. Az út során a következő helyeket keresték fel:
- Lome (Togó) 1913. december 29-31.
- Victoria, a mai Limbe (Kamerun): 1914. január 2.
- Duala (Kamerun): 1914. január 5-15.; itt erődemonstrációként egy 500 fős partraszálló egység tartott katonai parádét.
- Swakopmund (Német Délnyugat-Afrika): 1914. január 21.
- Lüderitz-öböl (Német Délnyugat-Afrika): 1914. január 22-28.
- Jamestown, Szent Ilona, brit koronagyarmat: 1914. február 2.
- Rio de Janeiro (Brazília): 1914. február 15-25.; Hermes Rodrigues da Fonseca marsall, brazil államelnök teszi tiszteletét a német hajórajnál
- Mar del Plata (Argentína): 1914 márciusa, mely közben március 6-án Rebeur-Paschwitz a Straßburg fedélzetén felkereste Buenos Airest
- Montevideo (Uruguay): 1914. március 7.; José Batlle y Ordóñez államelnök tiszteletét teszi a német hajórajnál
- Valparaíso (Chile): 1914. április 2-11.

### Visszaút
- Bahía Blanca (Argentína); 1914. április 25-28.
- Santos (Brazília): 1914. május 7-12.; a Straßburg itt kiválik a divízióból, hogy a karibi térségben támogassa a mexikói forradalom eseményei miatt túlterhelt Dresdent az amerikai állomáshelyen és a Dominikai Köztársaságban szerezzen érvényt a német érdekeknek.. A csatahajókhoz már nem csatlakozott és jóval azok után érkezik vissza Németországba.
- Rio de Janeiro: 1914. május 16.

A két csatahajó ezután a Zöld-foki Köztársaság, Funchal (Madeira) és Vigo (Spanyolország) érintésével tért vissza Kielbe. A Detasált Divíziót hivatalosan 1914. június 24-én oszlatták fel.

## Eredmények
A történészek megítélése szerint a hajóút teljes siker volt Németország számára. Ezt a német haditengerészetek történetével foglalkozó Hildebrand-Röhr-Steinmetz történésztrió ekképpen foglalta össze:
„A cirkáló-divízió tapasztalatai kifejezetten pozitívok voltak. Eltekintve a pusztán kiváló eredményektől az út a német hajóipar propagálása szempontjából is siker volt és ezáltal a Német Birodalom számára is sok előnnyel járt.”

## Fordítás
- Ez a szócikk részben vagy egészben  a   Detachierte Division című német Wikipédia-szócikk ezen változatának fordításán alapul.  Az eredeti cikk szerkesztőit annak laptörténete sorolja fel. Ez a jelzés csupán a megfogalmazás eredetét és a szerzői jogokat jelzi, nem szolgál a cikkben szereplő információk forrásmegjelöléseként.

## Forrás
- Albert Röhr: Handbuch der deutschen Marinegeschichte, Oldenburg (Oldb)/Hamburg (Gerhard Stalling Verlag) 1963.
- Eintrag: Linienschiff Kaiser, in: Hans H. Hildebrand/Albert Röhr/Hans-Otto Steinmetz: Die deutschen Kriegsschiffe. Biographien – ein Spiegel der Marinegeschichte von 1815 bis zur Gegenwart, Ratingen o. J. (Einbändiger Nachdruck der siebenbändigen Originalausgabe, Herford 1979ff.),  3. kötet, 123–125. o.
- Walter Nuhn: Kolonialpolitik und Marine. Die Rolle der Kaiserlichen Marine bei der Gründung und Sicherung des deutschen Kolonialreiches 1884-1914, Bonn 2002. ISBN 3-7637-6241-8